# جوينيكورت
جوينيكورت (بالفرنسية: Guinecourt)‏ هي بلدية تقع في إقليم باد كاليه من منطقة نور با دو كاليه في شمال فرنسا. تبلغ مساحة هذه المدينة 2.24 (كم²)، وترتفع عن سطح البحر 112 م، يبلغ عدد سكانها 16 نسمة حسب إحصاء المعهد الوطني للإحصاء والدراسات الاقتصادية سنة 2009 م. وترأس Léon Vischery البلدية خلال فترة (2008-2014).